# Golosemenice
Golosemenice (lat. Gymnospermae) su biljke sa semenom kod kojih semeni zametak nije zatvoren u listolike organe. Najčešće semeni zametak leži na listu (megasporofilu) unutar šišarke. Listovi golosemenica su veoma različiti: sitni ljuspasti kod tuje; igličasti kod kleke, jele i bora; lepezasti kod ginka i perasto deljeni kod cikasa. Grupa golosemenica obuhvata 4 savremena razdela sa 947 vrsta. Sve savremene i izumrle golosemenice su drvenaste i višegodišnje biljke, u formi žbuna ili drveta. Hrane se fotoautotrofno, izuzev dve parazitske vrste — Gnetum trinerve i Parasitaxus ustus. Golosemenice su više ili manje prisutne u šumama na svim kontinentima izuzev Antarktika, sa najvećom brojnošću u severnoj cirkumpolarnoj zoni, gde grade biom tajgi. Poznate vrste su borovi, jele, smrče, Pančićeva omorika, ariši, čempresi i ginko. Značaj golosemenica se, sem ekološkog, nalazi i u njihovoj upotrebi u industriji, u ishrani životinja, hortikulturi i pejzažnoj arhitekturi, zaštiti od erozija.

## Poreklo golosemenica
Golosemenice predstavljaju relativno mladu grupu kopnenih biljaka (najstariji fosilni nalazi datirani su kao devonski). Iako su nekada smatrane prirodnom i monofiletskom grupom, sve je više diskusija na ovu temu i činjenica koje govore o parafiletskoj prirodi ove grupe. U okviru biljaka semenjača, najsrodnije fosilne grupe golosemenicama su semene paprati i benetiti. Pretpostavlja se da su golosemenice nastale od semenih paprati nalik na rodove Lyginopteris ili Archaeopteris.

## Sistematika golosemenica
Golosemenice obuhvataju četiri razdela sa brojnim redovima i familijama:
razdeo 
klasa 
red 
familija 
razdeo 
klasa 
red 
familija 
razdeo 
klasa 
red 
familija 
red 
familija 
red 
familija 
razdeo 
klasa 
red † 
familija † 
red 
familija 
familija 
familija Cupressaceae (uklj. Taxodiaceae)
familija † 
familija 
familija 
familija 
red 
familija 
red † 
familija † 
red † 